# Adam Ståhl
Adam Ståhl (Borås, 8 de octubre de 1994) es un futbolista sueco, nacionalizado finlandés, que juega en la demarcación de defensa para el Djurgårdens IF Fotboll de la Allsvenskan.

## Selección nacional
El 7 de septiembre de 2024 hizo su debut con la selección de Finlandia en un partido de la Liga de Naciones de la UEFA 2024-25 contra Grecia que finalizó con un resultado de 3-0 a favor del combinado griego tras un doblete de Fotis Ioannidis y un autogol de Benjamin Källman.

## Clubes
| Club                   | País    | Año       | Partidos | Goles |
| ---------------------- | ------- | --------- | -------- | ----- |
| Norrby IF              | Suecia  | 2014-2017 | 85       | 14    |
| Kardemir Karabükspor   | Turquía | 2018      | 8        | 0     |
| Dalkurd FF             | Suecia  | 2018      | 11       | 0     |
| IK Sirius Fotboll      | Suecia  | 2019-2021 | 64       | 5     |
| Mjällby AIF            | Suecia  | 2022-2024 | 82       | 7     |
| Djurgårdens IF Fotboll | Suecia  | 2024-     | 29       | 2     |